# Aleksandr Mikhailovitj af Rusland
Storfyrst Aleksandr Mikhailovitj af Rusland (russisk: Александр Михайлович Рома́нов; tr. Aleksandr Mikhajlovitj Romanov) (13. april 1866 – 26. februar 1933) var en russisk storfyrste, flådeofficer, forfatter og opdagelsesrejsende, der var søn af storfyrst Mikhail Nikolajevitj af Rusland og prinsesse Cecilie af Baden. Gennem sit ægteskab med storfyrstinde Ksenija Aleksandrovna af Rusland var han svoger til kejser Nikolaj 2. af Rusland og fungerede som hans rådgiver.

## Børn
Aleksandr og Ksenija fik 7 børn. Ingen af børnene indgik standsmæssige ægteskaber.
- Prinsesse Irina (1895–1970) gift med fyrst Felix Jusupov
- Prins Andrej (1897–1981) gift med donna Elisabetha Ruffo (1886–1940)
- Prins Fjodor (1898–1968) gift med fyrstinde Irina Palej (1903-1990) (skilt 1936)
- Prins Nikita (1900–1974) gift med Maria Vorontzova-Dashkova (1903-1997)
- Prins Dmitrij (1901–1980)
- Prins Rostislav (1902–1978)
- Prins Vasilij (1907–1989)

## Eksterne links
- Wikimedia Commons har flere filer relateret til Aleksandr Mikhailovitj af Rusland